# 西阜高速公路
西柏坡－阜平高速公路是河北省高速公路网规划的组成之一，同时亦是太行山高速公路的组成之一。于2011年4月11日上午开工奠基，于2016年6月復工。计划路线起于石家庄市平山县與西柏坡高速公路相接，终点在保定市阜平县法华村与保阜高速公路相接。全长58.7公里，总投资约60亿元；其中保定段长24.9公里，投资约35亿元。全线计划采用双向四车道高速公路标准，路基宽24.5米，设计时速80公里/小时。2018年12月28日，西阜高速石家庄段（平山县苏家庄村-灵寿县土岭村）正式通车运营。2021年，河北省交通运输厅、山西省交通运输厅将西阜高速北延山西项目列入“十四五”规划。

## 停工问题
西阜高速公路原计划于2013年建成通车，但是在2011年4月11日上午开工奠基之后由于资金缺口等问题使其很快便处于半停工状态，并且短时间不会再开建，此后于2016年正式复工。